# Bloomfield Road
O Bloomfield Road é um estádio de futebol na cidade de Blackpool, na Inglaterra. Ele é a casa do Blackpool desde 1901. Sua capacidade é de 12.555 lugares, mas quando as reformas forem concluídas, sua capacidade aumentará para cerca de 17.000 lugares.
O recorde de público no Bloomfield Road foi de 38.098 pessoas, quando Blackpool jogou contra o Wolverhampton Wanderers, em 17 de setembro de 1955.